# Bomolocha claxalis
Bomolocha claxalis là một loài bướm đêm trong họ Noctuidae.